# Epidendrum elatum
Epidendrum elatum är en orkidéart som beskrevs av Charles Schweinfurth. Epidendrum elatum ingår i släktet Epidendrum och familjen orkidéer.
Artens utbredningsområde är Peru. Inga underarter finns listade i Catalogue of Life.